# Goulistan
Pour les articles homonymes, voir Golestan.

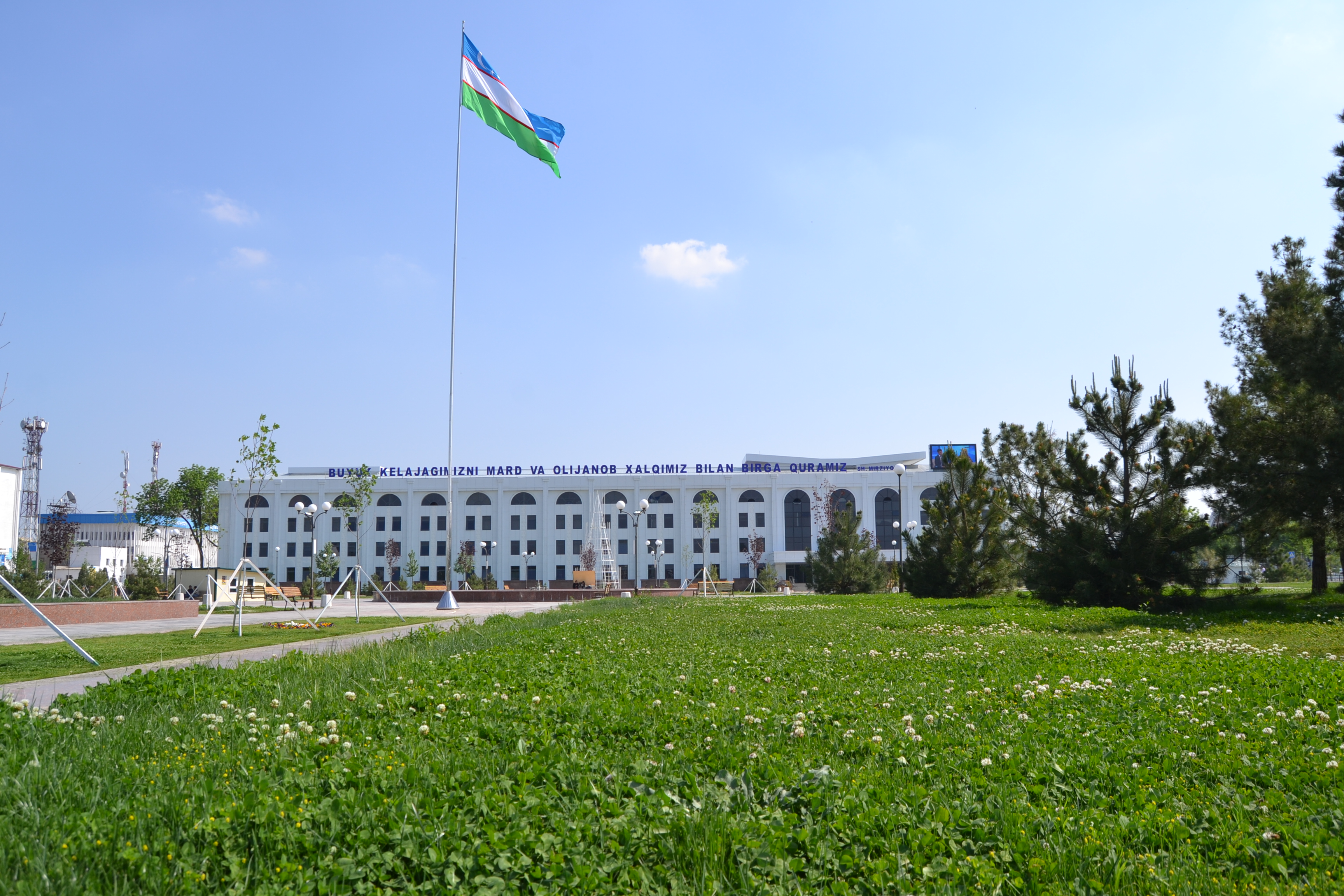

Goulistan (en russe : Гулистан) ou Guliston (en ouzbek, nom qui signifie « pays des fleurs », ou « jardin des roses » en langue persane) est une ville d'Ouzbékistan et la capitale de la province de Syr-Daria. Elle est située à 120 km au sud-ouest de Tachkent, la capitale du pays. Sa population s'élevait à 53 745 habitants en 2007.

## Géographie
La ville se trouve dans la partie sud-est de la steppe de la Faim sur la ligne de chemin de fer Tachkent-Khavast. Elle est à 120 km de Tachkent, 201 km de Samarcande et 1 001 km de Khiva.

## Histoire
Il existait au XIXe siècle un petit village d'une quarantaine de maisons de pisé autour d'un puits, nommé Atchtchikkoudouk (ce qui signifie « puits d'eau salée »), avec une petite mosquée et une maison de thé.
En 1869, un oukaze du gouverneur-général Kaufmann décréta qu'il fallait étudier la possibilité d'irriguer la steppe de la Faim. Les travaux de creusement d'un canal de 84 kilomètres commencèrent en 1872 (selon les plans de l'ingénieur Scheffer qui refusa les services de l'armée russe) et furent exécutés par de la main d'œuvre et des colons cultivateurs venus de tout l'Empire. Il fut baptisé « canal Nicolas Ier » et menait jusqu'à la future Mirzatchoul (aujourd'hui Goulistan). Des 7 600 hectares irrigués, 2 100 hectares furent donnés au prince local qui demeurait au village de Romanovski, 3 380 hectares furent donnés à des colons russes et 220 hectares laissés comme champs d'essai.
C'est à la même période que les autorités du Turkestan russe firent construire la ligne de chemin de fer Samarcande-Tachkent qui passe par la steppe de la Faim. Elle fut terminée en 1895, comme le canal. Une gare fut ouverte à quelques kilomètres d'Atchtchikkoudouk qui prit le nom de Griboïedovka (d'après l'écrivain Griboïedov assassiné en Perse, en plein Grand Jeu entre Russes et Britanniques), puis après 1905 de gare de la steppe de la Faim.
Les cultivateurs venus de différents endroits de l'Empire russe pour creuser le canal et recevoir des terres formèrent huit petits villages russes : Romanovski (Krestianski après la révolution), Zaporojski, Nadejdinski, Nikolaïevski, Obetovanny, Nijnevolynski, Verkhnevolynski et Konnogvardeïski (c'est-à-dire « village des chevaliers de la Garde », devenu Krasnaïa Zara - l'« Aube rouge », après la révolution d'Octobre). En 1897, autour de la gare, se forma un petit village du nom de Doukhovski (du Saint-Esprit), puis un peu plus loin en 1906, le village de Spasski (du Sauveur). Les deux villages finirent par se réunir avant la Première Guerre mondiale et comprenait 290 foyers. C'est de ses deux villages que prit naissance la future ville de Goulistan.
C'est en 1905 qu'un bâtiment abritant l'administration du canal fut construit et qu'une première école russo-indigène fut ouverte dans la steppe de la Faim. En 1910, cette partie du canal fut renommée en canal nordique de la steppe de la Faim.
Le village autour de la gare reçut le nom de Mirzatchoul (ce qui signifie en langue persane « steppe de la Faim ») en 1922 ; en 1952, il reçut le statut de village de type urbain, et fit partie de l'oblast de Tachkent. Il reçut son nom actuel de Goulistan en 1959. En 1963, Goulistan devint le chef-lieu de l'oblast de Syr-Daria nouvellement formée. Lorsque l'oblast de Syr-Daria fusionna en 1989 avec l'oblast de Djizak, le chef-lieu fut recentré à Djizak, jusqu'au 16 février 1990, lorsque les deux oblasts se séparèrent. Goulistan redevint le chef-lieu de l'oblast de Syr-Daria.

## Description
La ville est traversée par le canal Dostyk (canal de l'Amitié), autrefois canal nordique de la steppe de la Faim, puis canal Kirov, d'une longueur totale de 113 km. Construit en 1907-1913, il naît des eaux du Syr-Daria.
La ville est un exemple de ce qui peut être construit à partir d'un espace désertique. Le centre-ville est dominé par le théâtre dramatique. La ville possède de grandes places et plusieurs parcs municipaux, dont le plus important est le parc de la Culture et des Loisirs.
la ville a été totalement reconstruite dans les années 1990 après l'indépendance et il ne reste plus trace des petites ruelles avec des maisons de briques. Elle est traversée de grandes places et larges avenues avec des immeubles modernes.